# Baniza

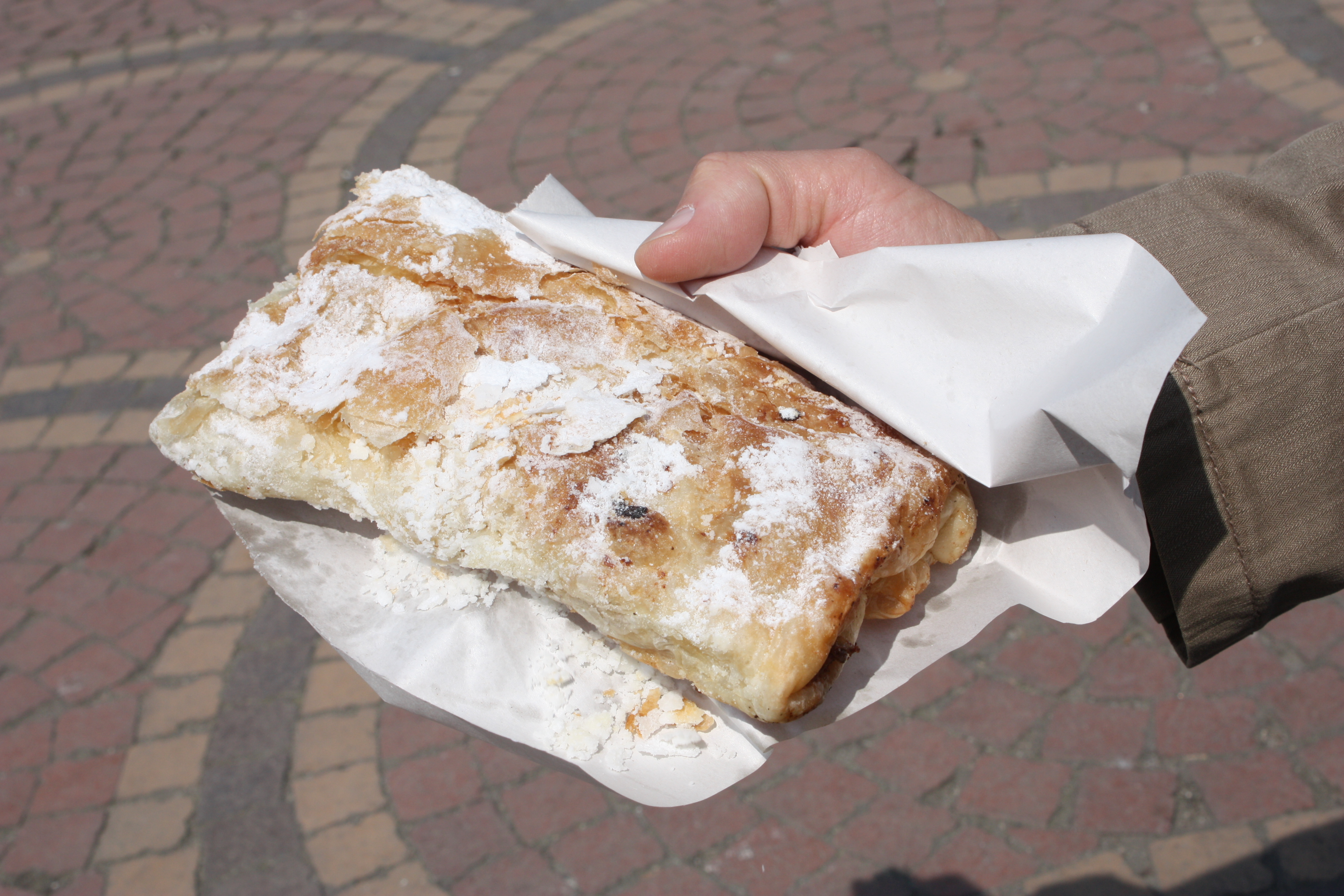
Baniza

Als Baniza (bulgarisch баницаⓘ [ˈbanit͡sɐ]; andere Schreibweisen: Banica, Banitsa, Banitza) bezeichnet man ein Filoteig-Gebäck aus Bulgarien, das in anderen Balkanländern in ähnlicher Form als „Gibanica“ bekannt ist und mit Burek, Börek oder Pita nah verwandt ist.
Die Baniza kann verschiedene Füllungen enthalten. Sehr verbreitet ist eine Füllung aus Salzlakenkäse (сирене sirene) oder Quark bzw. Hüttenkäse (извара izvara) mit oder ohne Spinat. Eine andere Variante der Füllung enthält Kaschkawal. Es gibt ebenfalls eine süße Variante mit Kürbis.
Die Baniza wird meistens in einer runden oder dreieckigen Form ausgebacken. Dazu kann Joghurt (кисело мляко) gereicht werden. Sie ist Hauptbestandteil des Weihnachts- und Neujahrsessens. In die Baniza für diese Feste werden Papierstreifen mit Zukunftsdeutungen eingebacken.